# العلاقات المغربية الجزر قمرية

جزر القمر.

المغرب

تعد العلاقات الدبلوماسية والثقافية بين المملكة المغربية جزر القمر علاقات ذات أهمية استراتيجية في قارة إفريقيا. ترجع هذه العلاقات إلى فترة ما قبل استقلال جزر القمر عن فرنسا، حيث كانت هناك روابط تاريخية وثقافية تربط الشعبين.

## تاريخ العلاقة
منذ إقامة العلاقات ال دبلوماسية الرسمية في عام 1976، تطورت العلاقات بين المغرب وجزر القمر بشكل إيجابي وشهدت تعاونًا متناميًا في مختلف المجالات، بما في ذلك السياسة و الاقتصاد والثقافة.
تتميز هذه العلاقات بالتعاون الوثيق والتفاهم المتبادل بين البلدين. يتم تبادل الزيارات الرسمية بين المسؤولين في الحكومتين، ويتم التشاور والتعاون في المحافل الدولية لمناقشة القضايا ذات الاهتمام المشترك.
في المجال الاقتصادي، تسعى المغرب وجزر القمر إلى تعزيز التعاون وتبادل الخبرات في مجالات التجارة والاستثمار. وقعت تفاقيات تجارية واستثمارية لتسهيل حركة التجارة وتعزيز الاستثمارات المشتركة.
بالإضافة إلى ذلك، تتمتع العلاقات الثقافية بين المغرب وجزر القمر بقوة كبيرة. تشترك البلدين في الروابط الثقافية والتراثية المشتركة، وتتبادل الخبرات والمعرفة في مجالات الفنون والثقافة والتراث. تقدم البلدين برامج تبادل ثقافي وتعليمي لتعزيز التفاهم وتعميق العلاقات الشعبية بين البلدين.
تهدف العلاقات المغربية وجزر القمر إلى تعزيز التعاون والتفاهم المتبادل في جميع المجالات، وتحقيق المصالح المشتركة للبلدين وشعبيهما. تستمر هذه العلاقات في التطور والتعزيز، وتعكس الروابط القوية بين الشعبين والتزامهما بتعزيز التعاون الثنائي.
- في سنة 2024، أعرب الرئيس Azali Assoumani عن رغبته في الاستفادة من دعم المغرب في مرحلة ما بعد الانضمام إلى منظمة التجارة العالمية و الاستفادة من الخبرة المغربية، خاصة فيما يتعلق بقطاع الطاقة المتجددة، من أجل تزويد البلاد بمصدر موثوق للطاقة لتحفيز نموها الاقتصادي و تعزيز تصنيع المنتجات المحلية من خلال زيادة قيمتها المضافة أثناء التصدير. كما أبدى رغبة بلاده في استلهام إنجازات المغرب في قطاع الخدمات و السياحة، بهدف جذب الاستثمار الأجنبي المباشر و تعزيز الأداء الاقتصادي الكلي لجزر القمر[7] [8]

أعرب رئيس اتحاد جزر القمر، الأربعاء بجنيف، عن امتنانه للمغرب على قيادته لمسلسل انضمام بلاده إلى منظمة التجارة العالمية بنجاح

 .يوم 17 أبريل 2024 بالرباط، تم التوقيع على اتفاقية تعاون في مجال الوقاية المدنية، خلال جلسة عمل بين وزير الداخلية السيد عبد الوافي لفتيت، والوزير المكلف بالعلاقات مع المؤسسات بجمهورية اتحاد جزر القمر السيد محمود فقر الدين، وتهدف هذه الاتفاقية إلى تعزيز الوقاية وإدارة المخاطر الكبرى التي تهدد الأشخاص والممتلكات والبيئة، بالإضافة إلى تكوين خبراء في مجال التوقع والوقاية والإنقاذ لصالح العاملين في هيئات الوقاية المدنية، وإلى وضع برامج للتدريب وتبادل المعلومات والدراسات العلمية والتكنولوجية.
وتتضمن الاتفاقية أيضًا التعاون في تقديم المساعدة الفنية وتعزيز وسائل الإنقاذ بين المملكة المغربية واتحاد جزر القمر في حالات الكوارث والحوادث الكبرى

## مقارنة بين البلدين
هذه مقارنة عامة ومرجعية للدولتين:
| وجه المقارنة              | المغرب                                 | جزر القمر                               |
| ------------------------- | -------------------------------------- | --------------------------------------- |
| المساحة (كم2)             | 710.85 ألف                             | 2.235 ألف                               |
| الكثافة السكانية (ن./كم²) | 50.74                                  | 275                                     |
| العاصمة                   | الرباط                                 | موروني                                  |
| اللغة الرسمية             | اللغة العربية، أمازيغية معيارية مغربية | اللغة القمرية، اللغة العربية،لغة فرنسية |
| العملة                    | درهم مغربي                             | الفرنك القمري                           |
| رمز المكالمات الدولي      | +212                                   | +269                                    |
| المنطقة الزمنية           | ت ع م+01:00                            | ت ع م+03:00                             |

## روابط خارجية
- جامعة الدول العربية
- علاقات المغرب الخارجية